# カーコ・バングズ
カーコ・バングズ（英: Kirko Bangz、本名: カーク・ジェレル・ランドル、1989年8月20日 - ）とは、アメリカ合衆国のラッパー、ソングライター、音楽プロデューサーである。2011年に発表したシングル「Drunk In My Cup」のヒットなどで知られている。

## ディスコグラフィー
主な作品
- Playa Made (2016年)
- Back Flossin (2016年)